# Claude N’Goran
Claude N’Goran (* 18. März 1975 in Adzopé) ist ein ehemaliger ivorischer Tennisspieler.

## Leben
N’Goran begann im Alter von zehn Jahren Tennis zu spielen. 1993 erzielte er erste Weltranglistenpunkte bei der Finalteilnahme eines afrikanischen ATP Satellite-Turniers. Im darauf folgenden Jahr wurde er Tennisprofi und konnte zwei Satellite-Turniere gewinnen. Zudem stand er an der Seite von Jimy Szymanski im Finale des Satellite-Turniers von Kolumbien. 1995 stand er im Viertelfinale des Challenger-Turniers von Nagoya. Seine höchste Notierung in der Tennisweltrangliste erreichte er 1995 mit Position 200 im Einzel sowie im Jahr darauf mit Position 161 im Doppel. Für ein Grand-Slam-Turnier konnte er sich nie qualifizieren.
Zwischen 1990 und 2008 spielte N’Goran 57 Einzel- sowie 37 Doppelpartien für die ivorische Davis-Cup-Mannschaft. Unter anderem bestritt er dabei Partien gegen die Südafrikaner Wayne Ferreira und Marcos Ondruska sowie Goran Ivanišević bei der Begegnung mit Kroatien. Keines dieser Spiele konnte er gewinnen. Zu seinem größten Erfolgen zählte der Sieg über Dänemark im Viertelfinale der Qualifikationsgruppe Euro/African Group II im Jahr 2000, das mit seinem damaligen Topspieler Frederik Fetterlein angetreten war.
Bei den Olympischen Sommerspielen 1996 trat er im Herrendoppel für die Elfenbeinküste an. An der Seite seines Bruders Clément erreichte er durch einen Sieg gegen das chinesische Doppel die zweite Runde, dort unterlagen sie Paul Haarhuis und Jacco Eltingh aus den Niederlanden.
2005 spielte er letztmals Profiturniere.

## Erfolge
| Legende                       |
| Grand Slam                    |
| Tennis Masters Cup            |
| ATP Masters Series            |
| ATP International Series Gold |
| ATP International Series      |
| ATP Challenger Series (4)     |

### Doppel

#### Turniersiege
| Nr. | Datum         | Turnier   | Belag     | Partner             | Finalgegner                        | Ergebnis      |
| --- | ------------- | --------- | --------- | ------------------- | ---------------------------------- | ------------- |
| 1.  | 4. Juni 1995  | Asunción  | Sand      | Francisco Montana   | Paulo Carvallo Francisco Rodríguez | 6:2, 6:3      |
| 2.  | 18. Juni 1995 | Cali      | Sand      | Francisco Montana   | Otavio Della Gustavo Kuerten       | 6:3, 3:6, 6:4 |
| 3.  | 3. März 1996  | Salinas   | Hartplatz | Juan Carlos Bianchi | Daniel Orsanic Laurence Tieleman   | 7:5, 6:4      |
| 4.  | 7. Juli 1996  | Montauban | Sand      | Gilles Bastié       | Clinton Ferreira Andrei Pavel      | 6:4, 1:6, 7:6 |